# Parc national de Ormtjernkampen
Le parc national d'Ormtjernkampen était jusqu'en 2011 le plus petit parc national de Norvège. Il est situé dans le comté d'Innlandet et a été créé en 1968. Il fut agrandi en 2011, et changea par la même occasion de nom pour parc national de Langsua. Le parc national de Langsua propose de nombreuses randonnées ainsi que des parcours de vtt.